# Флорес, Франсиско (венесуэльский футболист)
Франсиско Хавьер Флорес Сикера (исп. Francisco Javier Flores Sequera; родился 30 апреля 1990 года в Баркисимето, Венесуэла) — венесуэльский футболист, полузащитник клуба «Индепендьенте Медельин» и сборной Венесуэлы.

## Клубная карьера
Флорес начал профессиональную карьеру в клубе «Депортиво Лара». В 2006 году он дебютировал в венесуэльской Примере. Летом 2011 года Франсиско перешёл в «Депортиво Ансоатеги». 12 августа в матче против Яракуянос он дебютировал за новую команду. 21 августа в поединке против «Каракаса» Флорес забил свой первый гол за «Депортиво Ансоатеги». В 2012 году он помог команде выиграть Кубок Венесуэлы.
В начале 2013 года Флорес перешёл в «Депортиво Тачира». 3 февраля в матче против «Монагас» он дебютировал за новую команду. 5 мая в поединке против своего бывшего клуба «Депортиво Лара» Франсиско забил свой первый гол за «Депортиво Тачира». В 2015 году он стал чемпионом страны в составе клуба.
В начале 2017 года Флорес присоединился к «Минерос Гуаяна». 4 февраля в матче против своего бывшего клуба «Депортиво Лара» он дебютировал за новую команду. В своём дебютном сезоне Франсиско во второй раз стал обладателем национального кубка. 14 августа 2019 года в поединке против «Депортиво Лара» Франсиско забил свой первый гол за «Минерос Гуаяна». В начале 2020 года в Флорес перешёл в колумбийский «Индепендьенте Медельин». 2 февраля в матче против «Атлетико Хуниор» он дебютировал в Кубке Мустанга.

## Международная карьера
В 2009 году в составе молодёжной сборной Венесуэлы Флорес принял участие в молодёжном чемпионате мира в Египте. На турнире он сыграл в матчах против команд Нигерии, Таити, Испании и ОАЭ.
13 мая в товарищеском матче против сборной Коста-Рика Флорес дебютировал за сборную Венесуэлы. 21 апреля 2010 года в поединке против сборной Гондураса Франсиско забил свой первый гол за национальную команду.

### Голы за сборную Венесуэлы
| #   | Дата           | Место                                            | Противник | Счёт | Результат | Соревнование      |
| --- | -------------- | ------------------------------------------------ | --------- | ---- | --------- | ----------------- |
| 01. | 21 апреля 2010 | Олимпико Метрополитано, Сан-Педро-Сула, Гондурас | Гондурас  | 1:0  | 1:0       | Товарищеский матч |

## Достижения
Командные
 «Депортиво Ансоатеги»
- Обладатель Кубка Венесуэлы — 2012

 «Депортиво Тачира»
- Чемпионат Венесуэлы по футболу — 2014/2015

 «Минерос Гуаяна»
- Обладатель Кубка Венесуэлы — 2017